# 9307 Regiomontanus
9307 Regiomontanus este un asteroid din centura principală de asteroizi.

## Descriere
9307 Regiomontanus este un asteroid din centura principală de asteroizi. A fost descoperit pe 21 august 1987 la Tautenburg de Freimut Börngen. Asteroidul prezintă o orbită caracterizată de o semiaxă mare de 2,35 ua, o excentricitate de 0,14 și o înclinație de 6,6° în raport cu ecliptica.